# D'Andre Hill
D'Andre M. Hill (Cincinnati, 19 aprile 1973) è un'ex velocista statunitense, campionessa mondiale della staffetta 4×100 metri a Göteborg 1995, pur avendo gareggiato unicamente in batteria.

## Palmarès
| Anno | Manifestazione  | Sede     | Evento      | Risultato  | Prestazione | Note  |
| ---- | --------------- | -------- | ----------- | ---------- | ----------- | ----- |
| 1995 | Mondiali        | Göteborg | 4×100 m     | Oro        | 42"12       | [ 1 ] |
| 1996 | Giochi olimpici | Atlanta  | 100 m piani | Semifinale | 11"20       |       |